# İmamoğluçeşmesi, Sulakyurt
İmamoğluçeşmesi là một xã thuộc huyện Sulakyurt, tỉnh Kırıkkale, Thổ Nhĩ Kỳ. Dân số thời điểm năm 2010 là 478 người.